# Nodar Gabunia
Nodar Kalistratovich Gabunia, en georgià: ნოდარ კალისტატეს ძე გაბუნობუნოდნირ კალისტატეს) (Tiflis (Georgia, URSS), 9 de juliol, 1933 - Amsterdam, Països Baixos, 31 d'agost, 2000), fou compositor, pianista, professor de música. Treballador artístic de la RSS de Geòrgia (1967), artista popular de la RSS de Geòrgia (1982).

## Biografia
Va estudiar al Conservatori de Tbilisi, el 1954 es va traslladar a Moscou, on es va graduar al Conservatori de Moscou en dues classes alhora: piano sota la direcció de Goldenvéizer el 1957 i composició clàssica sota la direcció de 

Khatxaturian el 1962. Després d'acabar els seus estudis, va tornar a Tbilisi, on immediatament va començar a ensenyar al Conservatori Estatal de Tbilisi; el 1965 va dirigir el departament de piano, el 1968 va ser professor associat, el 1976 va rebre el títol acadèmic de professor, i el 1984 va ser nomenat rector del conservatori, ocupant aquest càrrec fins al final de la seva vida. De 1973 a 1979 va ser secretari de la Unió de Compositors de la RSS de Geòrgia, i de 1996 a 1997 - president de la Unió de Compositors de Geòrgia. El 1986 va rebre el Premi Estatal de la RSS de Geòrgia. Durant un temps va ser professor convidat al Conservatori Reial de l'Haia, i sovint va actuar en concerts, tant a l'URSS com a països estrangers, com a pianista, fins i tot amb obres pròpies. Va morir a Amsterdam, però va ser enterrat a Tbilisi.
A la dècada de 1960, el seu repertori incloïa obres de Igor Stravinski, Serguei Prokófiev i especialment Béla Bartók, fent molt per popularitzar l'obra d'aquest últim a l'URSS. El 1964 va crear una obra satírica “Fable” (basada en la faula d'Orbeliani) per a un lector, tres veus masculines i set instruments amb mitjans expressius atípics de la música georgiana, que el 1973 va rebre un premi al Festival Internacional de Música de la UNESCO. Segons els crítics, en aquesta obra es combinen continguts polítics agudament dissonants, variació motica, poli ritme i polimetria amb modelatge i polifonia, més típics de la música de Geòrgia occidental. Les obres posteriors de Gabunia eren molt més senzilles en llenguatge.
El patrimoni creatiu del compositor inclou composicions musicals (música de cambra i vocal), simfonies, concerts instrumentals, incloent tres concerts de piano, quartets, sonates per a piano; Va ser autor de música per a diverses pel·lícules, musicals i actuacions. Una de les seves obres més famoses és el 2n Quartet de corda (1982).
Gabunia és el primera intèrpret de la part de piano del famós "Alfred Schnittke Piano Quartet" (setembre de 1976, juntament amb el "Georgian String Quartet")